# Kashipur
Kasipur o Kashipur és una ciutat i municipalitat d'Uttarakhand al districte d'Udham Singh Nagar a 29° 13′ N, 78° 57′ E / 29.22°N,78.95°E. Al cens dels 2001 consta amb 92.978 habitants. La població el 1881 era de 14.667 i el 1901 de 12.023. És lloc de pelegrinatge amb diversos temples i una cisterna on els peregrins es banyen en el seu camí a Badrinath. La pargana la van posseir com a zamindari els rages de Kashipur sota protectorat britànic entre 1801 i 1947.

## Història
Kashipur fou el lloc d'una antiga ciutat (Govisah o Govisana) atribuïda al tutor pandava Drona, un dels herois del Mahabharata. El general Cunningham la va identificar amb la capital del regne de Govisana visitada al segle VII pel peregrí xinès Hiuen Tsiang. Kashipur va rebre el seu nom de Kashinath Adhikari, el fundador de la ciutat o governador de la pargana pels rages chand de Kumaon, al segle XVI o XVII.
Al final del segle XVIII el governador Nand Ram es va fer independent del raja chand d'Almora, i el seu nebot Sib Sal estava en possessió del territori quan es va produir l'annexió britànica el 1801. El 1881 Shiv Raj Singh era raja de Kashipur. La família del raja descendia d'una branca il·legítima dels rages chand d'Almora.

## Rages de Kashipur
- Anand Ram abans de 1800
- Sib Singh vers 1800-?
- Guman Singh vers 1828
- Shiv Raj Singh ?-1886
- Hari Raj Singh 1886-?
- Uday Raj Singh ?
- Harish Chand Raj Singh ?-1948